# Life in a Day (Album)
Life in a Day ist das erste Studioalbum der schottischen Rockband Simple Minds.

## Entstehung
Nachdem die Band im November 1978 einen Plattenvertrag bei dem Kleinlabel Zoom Records unterschrieben und damit Zugang zum Vertrieb durch Arista erhalten hatte, begannen Jim Kerr und Charlie Burchill mit der Arbeit am Debütalbum. Im Februar 1979 wurde das Album unter der Leitung von John Leckie in den Abbey Road Studios und den Townhouse Studios in London aufgenommen.

## Veröffentlichungen
Das Album wurde im April 1979 in Großbritannien und Kanada von Zoom Records veröffentlicht und in Deutschland von Arista vertrieben. Es wurde nach einsetzendem kommerziellen Erfolg der Band 1982 bei Virgin Records wiederveröffentlicht. Virgin brachte das unveränderte Album im Format CD 1986 und 2002 als digitales Remaster auf den Markt. 2012 wurde das Album in dem X5 Box-Set von Virgin Records mit 2 Bonustracks wieder veröffentlicht.

## Titelliste
1. Someone (3:40)
2. Life in a Day (4:00)
3. Sad Affair (2:45)
4. All for you (2:50)
5. Pleasantly disturbed (8:00)
6. No Cure (3:38)
7. Chelsea Girl (4:33)
8. Wasteland (3:44)
9. Destiny (3:36)
10. Murder Story (6:18)

Bonustracks
11. Special View (4:17)
12. Garden of Hate (4:28)

## Besetzung
- Jim Kerr (Gesang)
- Charlie Burchill (Gitarre, Violine, Background-Gesang)
- Derek Forbes (Bass, Background-Gesang)
- Brian McGee (Schlagzeug, Percussion, Background-Gesang)
- Michael MacNeil (Keyboards, Background-Gesang)

## Charterfolg
Durch eine nationale Tournee im Vorprogramm von Magazine im April und Mai 1979 wurde das Album vorgestellt. Life in a Day erreichte im Mai 1979 Platz 30 in den britischen Albencharts. Die ausgekoppelten Singles Life in a Day und Chelsea Girl konnten sich nicht in den UK Top 40 platzieren.

## Rezeption
Im Zuge der New-Wave- und Post-Punk-Welle veröffentlicht, zeigte Life in a Day bereits Einflüsse aus der Popmusik. Musikjournalist Christian Graf beschreibt die Spannweite der Musik des Albums in seinem Rockmusik-Lexikon „vom flotten Beat über brave Hippie-Farben und Punk-Adaptionen bis zur syntetisierten New-Wave“
Dave Thompson erkennt Einflüsse der Sparks, Velvets und von Eno und wertet: „perfectly poised between art rock extremism and sonic pop accessibility“ („perfekt ausbalanciert zwischen Kunstrockextremismus und klanglicher Popzugänglichkeit“).